# فرودگاه ویکتوریا هاربر (بریتیش کلمبیا)
فرودگاه ویکتوریا هاربر (به انگلیسی: Victoria Harbour) یک فرودگاه باربری است . این فرودگاه در شهر ویکتوریا، بریتیش کلمبیا کشور کانادا قرار دارد .